# Национальная Чилийская астрономическая обсерватория
Национальная астрономическая обсерватория Чили (исп. Observatorio Astronómico Nacional de Chile — OAN) — астрономическая обсерватория, принадлежащая и управляемая департаментом астрономии Университета Чили (UCh). Он расположен на холме Серро-Калан, в коммуне Лас-Кондес. Коммуна — восточный пригород Сантьяго, расположенный в провинции Сантьяго столичного региона Сантьяго. Национальная АО Чили была основана в 1852 году и вошла в состав Университета Чили в 1927 году объект на Серро-Калан был построен в 1962 году.
Истоки Национальной АО Чили восходят к экспедиции Гиллиса, проекту Военно-морской обсерватории США . Под руководством Джеймса Мелвилла Гиллисса он прибыл в Чили в 1849 году, чтобы наблюдать Марс и Венеру из южного полушария, чтобы уточнить значение солнечного параллакса. Гиллисс и его группа установили свое оборудование на холме Санта-Лусия, небольшом возвышении в центре Сантьяго. После завершения проекта в 1852 году Гиллисс продал оборудование и здания, в которых оно размещалось, правительству Чили, которое в то время сформировало OAN.
После двух лет работы на холме Санта-Лусия директор новой обсерватории Карлос Гильермо Моэста заметил, что дневное нагревание темной поверхности холма приводит к небольшому смещению всего рельефа. В результате этого открытия Моэста решил, что лучше перенести обсерваторию в другое место. Новый объект был построен в Кинта-Нормаль в 1857 году, а в 1862 году OAN официально переехал на новое место. Однако оно оказалось одним из самых туманных мест в этом районе. Сейчас там располагается Авиационная техническая школа Управления гражданской авиации Чили.
В 1908 году президент Педро Монтт назначил Фридриха Вильгельма Ристенпарта, прибывшего из Германии, директором OAN. Ристенпарт организовал ещё один переезд обсерватории, на этот раз в пригород Ло-Эспехо к югу от Сантьяго. Ристенпарт умер в 1913 году, и переезд, завершившийся в 1916 году, лёг на плечи следующего директора обсерватории Альберто Обрехта. На сегодняшний день строения обсерватории в Ло-Эспехо снесены.
Федерико Рутлант (Federico Rutllant) стал директором в 1950 году, а в 1956 году обсерватория под его руководством открыла новый кампус на Серро Калан. Передача была завершена в 1962 году. Рутлант сыграл важную роль в привлечении иностранцев для строительства больших обсерваторий в пустыне Атакама в 1960-х годах. Обширное исследование территории, которая вскоре станет Межамериканской обсерваторией Серро-Тололо и обсерваторией Ла Силья, было проведено, когда он был директором. Советский Союз также отправил астрономов и предоставил несколько телескопов в OAN, начиная с 1962 года, но он отказался от этого после чилийского государственного переворота 1973 года.

## Телескопы
- 1,2 м (47 ″) Телескоп миллиметрового диапазона (MINI) представляет собой рефлектор Кассегрена с главным зеркалом из обработанного алюминия. Установлен в Серро-Тололо (CTIO) в 1982 году, а идентичный телескоп находится в Гарвард-Смитсоновском центре астрофизики. Использовался для обзора молекулярных облаков во время работы в АО CTIO. В 2005 году он был перенесён на территорию Чилийской национальной астрономической обсерватории на Серро-Калан недалеко от Сантьяго, где в 2011 году был установлен в недавно построенном куполе.
- А 0,45 м (18 ″) рефлектор Кассегрена с системой Goto, приобретен за счет гранта, предоставленного OAN правительством Японии в 2002 г. Он размещён в здании с откидной крышей, построенной ещё при основании кампуса. Телескоп используется для обучения и популяризации астрономии.
- А 28 см (11 ″) рефрактор, построенный Густавом Хейде (Дрезден, Германия), первоначально установленный в Ло-Эспехо в 1913 году. Он был переведен в Серро-Калан, где теперь используется для работы с публикой.
- А 28 см (11 ″) рефрактор, построенный Готье, был установлен в 1894 году в Кинта-Нормаль. Это астрограф типа Carte du Ciel. Он был перенесен в Ло-Эспехо, а затем в Серро-Калан, где теперь используется публикой.
- Данжонская астролябия с апертурой 10 см (3,9 ″). Была установлена на Серро-Калан в 1965 г. для совместного проекта Чилийского университета и Европейской южной обсерватории. В 1989 г. модифицирована для наблюдения за Солнцем.

### Бывшие телескопы
- 18 сантиметров (7,1 ″) транзитный телескоп, построенный в Пулковской обсерватории, был установлен в 1963 г. Размещался в металлическом здании, которое также было построено в Пулково и по частям отправлено в Чили.
- 60 сантиметров (24 ″) рефрактор постройки Грэбба, был заказан в 1909 году. Купол построен в 1913 году, но последние части телескопа прибыли только в 1933 году. После завершения постройки не работал удовлетворительно, поэтому использовался редко. Купол был перенесён на Серро-Калан, но телескоп так и не был установлен на новом объекте.
- А 9 сантиметров (3,5 ″) Транзитный телескоп Бамберга был приобретён в 1910 году.
- А 19 сантиметров (7,5 ″) меридианный круг, построенный Репсольдом, был впервые установлен в Ло-Эспехо в 1912 году. Он был перенесён в Серро-Калан и использовался совсем недавно, в 1990-х годах.
- А 18 сантиметров (7,1 ″) меридианный круг, построенный Эйхеном, был приобретен между 1865 и 1889 годами.
- А 24 сантиметра (9,4 ″) меридианный круг, построенный Репсольдом, был приобретен около 1873 года, но не использовался до 1883 года.
- А 16 сантиметров (6,3 ″) рефрактор, построенный Генри Фитцем, был продан Гиллисом OAN в 1852 году
- 11 сантиметров (4,3 ″) меридианный круг, построенный Пистором и Мартинсом, был продан Гиллисом OAN в 1852 году.

## Станция Серро-Эль-Робле
Станция Серро-Эль-Робле (исп. Estación Astronómica de Cerro El Roble, также известная как обсерватория Серро-Эль-Робле; набл. код: 805), филиал Национальной астрономической обсерватории Чили, расположенное на Серро-эль-Робле, горе на границе между столичным регионом Сантьяго и регионом Вальпараисо. Здание обсерватории находится на высоте 2200 метров (7200 футов) над уровнем моря), на расстоянии, примерно, 63 километра (39 миль) северо-западу от Сантьяго. Он был построен UCh в 1967 году для размещения 70 сантиметров (28 ″) Телескопа Максутова, предоставленного Советским Союзом, и начал работать в 1968 году.

## Радиообсерватория Майпу
Радиообсерватория Майпу (исп. Radio Observatorio de Maipú — ROM, или Observatorio Radioastronomico de Maipú) была удаленным участком OAN, расположенным в коммуне Майпу к юго-западу от Сантьяго. Один длинноволновый телескоп был построен OAN и Университетом Флориды, а другой — OAN и Институтом Карнеги. Наблюдения на площадке начались в 1959 году, а в 2000 году она была закрыта